# Esoterisme
Esoterisme (gr. ἐσωτερικός esōterikós "indadvendt") er den praksis, at ideer eller viden holdes inden for en eksklusiv kreds. Dette står i modsætning til eksoterisme, som arbejder med eksoterisk viden, der kan deles med andre uden for kredsen. Det tilhørende adjektiv er esoterisk, mens begrebet esoterik bruges om specifikke samlinger af esoterisk viden. Adskillelsen mellem eksoterisk og esoterisk viden stammer fra den oldgræske filosofi, og fx. forbeholdt Platon og Aristoteles den esoteriske viden for deres elever.
Esoterisme er skjult viden, som ikke er tilgængelig for den brede offentlighed. Denne viden betragtes ofte som hellig eller særligt dyb og bliver traditionelt videregivet gennem hemmelige eller eksklusive læresætninger. Der kan være mange forskellige grunde til, at en sådan viden er esoterisk. Et fællesskab eller samfund kan have interesse i hemmeligholdelse for at beskytte sig imod omverdenen. Teorier og idéer, der er vanskeligt tilgængelige, svært forståelige, strengt faglige eller utroligt lærde, kan undertiden regnes for esoteriske. Håndværkeres forsøg på fag-protektionisme gennem laugdannelse kan betragtes som esoterik.

## Hemmeligholdelse
Esoterisk viden er kendetegnet ved et element af hemmeligholdelse i større eller mindre grad – den er ikke alment kendt. Typiske årsager til en sådan hemmeligholdelse er, at den pågældende viden regnes for særlig værdifuld for besidderen og derfor ikke ønskes spredt ud til folk, som ikke har nogen form for relation til den.
Åbenhed har principielt intet at gøre med validitet, men ud fra en videnskabelig synsvinkel volder esoterisk praksis problemer, eftersom data ej heller kan udleveres til videnskabsfolk (se falsifikation).
Ydre omstændigheder og mange fælles holdninger har ført til, at f.eks. magikere, spiritister og frimurere har udviklet en række påstande om virkeligheden,[kilde mangler] der mere eller mindre hemmeligholdes.
Filosofihistorisk skelner man imellem Platons eksoteriske og esoteriske lære, hvor den første er den, der kom til udtryk i hans dialoger, mens den anden refererer til den, der udelukkende blev diskuteret på akademiet i Athen, og som derfor er gået tabt for eftertiden.